# Madonna dell'Archetto
Madonna dell'Archetto, officiellt benämnd Santa Maria Causa Nostrae Laetitiae, är en kyrkobyggnad i Rom, helgad åt Jungfru Maria och särskilt åt hennes roll som Causa Nostrae Laetitiae (”Orsak till vår glädje”), vilken är en av de titlar Jungfru Maria föräras i den Lauretanska litanian. Kyrkan är belägen vid Via di San Marcello i Rione Trevi och tillhör församlingen Santi XII Apostoli.

## Beskrivning
År 1690 lät markisinnan Alessandra Mellini Muti Papazzurri sätta upp ikonen Santa Maria Causa Nostrae Laetitiae vid Vicolo dell'Archetto. År 1851 gav markisen Alessandro Savorelli och dennes hustru Caterina Vespignani arkitekten Virginio Vespignani i uppdrag att rita en liten kyrka för att hysa ikonen. Efter år 1870 övergavs kyrkan, men 1918 överläts den åt Primaria Società Cattolica Promotrice di Buone Opere, som år 1940 lät genomföra en restaurering. Interiören är rikt dekorerad; i kupolen har Costantino Brumidi utfört fresker föreställande den Obefläckade Avlelsen med dygderna Innocenza, Sapienza, Prudenza och Fortezza.

## Bilder
| - Santa Maria Causa Nostrae Laetitiae. - Kupolinteriören. |